# Deadly Skies III
Deadly Skies III, plus connu au Japon sous le titre AirForce Delta: Blue Wing Knights, ou AirForce Delta Strike en Amérique du Nord, est un simulateur de vol de combat édité et développé par Konami sur PlayStation 2 en 2004.

## Système de jeu
Le jeu est probablement le jeu vidéo proposant le plus grand choix d'avions et d'hélicoptères à piloter, avec plus de 130 modèles différents, basés sur des avions réels.
Chacun des pilotes que l'on peut d'incarner dans le jeu dispose de son propre panel d'appareils.